# 효양도서관
효양도서관은 경기도 이천시 소재의 시립 도서관이다.
현 보유 도서는 119,685권 2021년 3월 31일 기준이다.

## 연혁
- 2014년 3월 31일 개관

## 이용 안내
이용 시간
- 종합자료실: 평일 09:00~20:00 / 토·일요일 09:00~18:00
- 디지털자료실: 평일 09:00~20:00 / 토·일요일 09:00~18:00
- 노트북열람실: 평일 09:00~20:00 / 토·일요일 09:00~18:00
- 어린이자료실: 매일 09:00~18:00
- 일반열람실: 매일 08:00~23:00

휴관일
- 정기휴관일: 매주 금요일 및 법정 공휴일

(단, 금요일의 경우 일반열람실 개방)
- 임시휴관일: 도서의 정리, 점검 및 내부수리 등 필요한 사유가 있는 경우